# Condado de Marshall (Kansas)
El condado de Marshall (en inglés: Marshall County), fundado en 1855, es uno de 105 condados del estado estadounidense de Kansas. En el año 2005, el condado tenía una población de 10,405 habitantes y una densidad poblacional de 4.5 personas por km². La sede del condado es Marysville. El condado recibe su nombre en honor a Frank J. Marshall.

## Geografía
Según la Oficina del Censo, el condado tiene un área total de 2334 km² (901,2 mi²), de la cual 2330 km² (899,6 mi²) es tierra y 3 km² (1,158301158301 mi²) (0.20%) es agua.

### Condados adyacentes
- Condado de Pawnee, Nebraska (noreste)
- Condado de Nemaha (este)
- Condado de Pottawatomie (sur)
- Condado de Riley (suroeste)
- Condado de Washington (oeste)
- Condado de Gage, Nebraska (noroeste)

## Demografía
Según la Oficina del Censo en 2000, los ingresos medios por hogar en el condado eran de $32,089, y los ingresos medios por familia eran $39,705. Los hombres tenían unos ingresos medios de $28,361 frente a los $19,006 para las mujeres. La renta per cápita para el condado era de $17,090. Alrededor del 9.20% de la población estaban por debajo del umbral de pobreza.

## Transporte

### Autopistas principales
- U.S. Route 36
- U.S. Route 77
- Ruta Estatal de Kansas 9
- Ruta Estatal de Kansas 175
- Ruta Estatal de Kansas 87
- Ruta Estatal de Kansas 88
- Ruta Estatal de Kansas 99
- Ruta Estatal de Kansas 148

## Localidades
Población estimada en 2004;
- Marysville, 3,065
- Blue Rapids, 1,046
- Frankfort, 797
- Waterville, 628
- Axtell, 432
- Beattie, 267
- Summerfield, 203
- Vermillion, 99
- Oketo, 84

### Áreas no incorporadas
- Home
- Lillis

### Municipios
El condado de Marshall está dividido entre 25 municipios. El condado no tiene a Marysville como una ciudad independiente a nivel de gobierno, y todos los datos de población para el censo e las ciudades son incluidas en el municipio.

## Educación

### Distritos escolares
- Marysville USD 364
- Vermillion USD 380
- Axtell USD 488
- Valley Heights USD 498

### Universidades
- Marshall College
- Bethany College
- Central Christian College